# Dapaong
Dapaong er en by i det nordlige Togo, med et indbyggertal (pr. 2003) på cirka 49.000. Byen er placeret cirka 25 kilometer fra grænserne til henholdsvis Burkina Faso og Ghana.